# Challenger de Barcelona 2024
El torneo Sánchez-Casal Cup 2024, denominado por razones de patrocinio Emilio Sanchez Academy By Waterdrop fue un torneo de tenis perteneció al ATP Challenger Tour 2024 en la categoría Challenger 75. Se trató de la 5ª edición; el torneo tuvo lugar en la ciudad de Barcelona (España), desde el 1 hasta el 7 de abril de 2024 sobre pista de tierra batida al aire libre.

## Jugadores participantes del cuadro de individuales
| Favorito | País                        | Jugador        | Rank1 | Posición en el torneo |
| -------- | --------------------------- | -------------- | ----- | --------------------- |
| 1        | Bandera de Francia          | Quentin Halys  | 113   | Primera ronda         |
| 2        | Bandera de España           | Bernabé Zapata | 145   | FINAL                 |
| 3        | Bandera de los Países Bajos | Jesper de Jong | 151   | Cuartos de final      |
| 4        | Bandera de Moldavia         | Radu Albot     | 155   | Segunda ronda         |
| 5        | Bandera de Ucrania          | Vitaliy Sachko | 175   | Segunda ronda         |
| 6        | Bandera vacío               | Ivan Gakhov    | 176   | Segunda ronda         |
| 7        | Bandera del Reino Unido     | Billy Harris   | 181   | Cuartos de final      |
| 8        | Bandera de Bélgica          | Joris De Loore | 189   | Primera ronda, retiro |

- 1 Se ha tomado en cuenta el ranking del 18 de marzo de 2024.

### Otros participantes
Los siguientes jugadores recibieron una invitación (wild card), por lo tanto ingresan directamente al cuadro principal (WC):
- David Naharro
- Bernabé Zapata
- Tristan McCormick

Los siguientes jugadores ingresan al cuadro principal tras disputar el cuadro clasificatorio (Q):
- Ignacio Buse
- Miguel Damas
- Gabriel Debru
- Lorenzo Giustino
- Oleksii Krutykh
- Carlos Taberner

## Campeones

### Individual Masculino
- Nick Hardt derrotó en la final a  Bernabé Zapata por 6–4, 3–6, 6–2

### Dobles Masculino
- Daniel Rincón /  Oriol Roca Batalla derrotaron en la final a  Jakob Schnaitter /  Mark Wallner por 5–7, 6–4, [11–9]